# 福尔摩斯探案

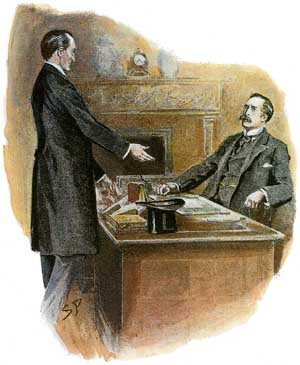
夏洛克·福尔摩斯和約翰·華生醫生。

福尔摩斯探案是英国作家阿瑟·柯南·道尔所著的，以私家侦探歇洛克·福尔摩斯为主角的系列侦探小说。計有四部長篇和五十六部短篇以及未收錄在本傳的兩則短篇故事，以下列出福尔摩斯探案各部小说的书名。

## 中篇小说
- 血字的研究（1887年连载）
- 四签名（1890年出版）
- 巴斯克維爾的獵犬（1901年–1902年连载）
- 恐怖谷（1914年–1915年连载）

## 短篇小说集
56 個短篇小說被收錄在五本書。
另外兩則短篇故事《板球場義賣會》及《華生怎麼學把戲》則分別發表於1896年愛丁堡大學學生雜誌《學生》（The Student）上，以及1924年則收藏於瑪麗王后溫莎堡的玩具屋裡。

### 冒險史（1891-1892）
- 波希米亚丑闻
- 红发會
- 身分案
- 博斯科姆比溪谷秘案
- 五枚橘籽
- 歪嘴的人
- 蓝宝石案
- 花斑帶探案
- 工程师拇指探案
- 单身貴族探案
- 绿玉皇冠案
- 铜山毛榉案

### 回憶錄（1892-1893）
- 銀斑駒
- 黃色臉孔
- 證券交易所的職員
- “格洛里亚斯科特”号三桅帆船（青年福尔摩斯经办的第一个案子，福尔摩斯口述，华生记录）
- 马斯格雷夫礼典（福尔摩斯另一个早期案件）
- 赖盖特之谜
- 驼背人
- 住院的病人
- 希腊译员（迈克罗夫特·福尔摩斯首次登场；福尔摩斯简短叙述了自己的家庭背景）
- 海军协定
- 最后一案（华生记录福尔摩斯之死）

### 福爾摩斯歸來記（1903-1904）
- 空屋探案
- 諾伍德的建築師
- 跳舞的小人
- 孤身騎車人
- 修道院公學
- 黑彼得
- 米爾沃頓
- 六尊拿破崙石像
- 三名大學生
- 金邊眼鏡
- 失蹤的中後衛
- 葛蘭奇莊園
- 第二塊血跡

### 最后致意（1908-1913、1917）
- 紫籐居探案
- 硬紙盒探案
- 紅圈會
- 布魯士—巴丁登計劃
- 垂死的偵探
- 法蘭西絲·卡法克斯小姐的失蹤
- 魔鬼之足
- 最後致意

### 福爾摩斯檔案簿（1921-1927）
- 顯赫的顧客探案
- 蒼白的士兵探案
- 藍寶石探案
- 三面人形牆探案
- 吸血鬼探案
- 三名同姓之人探案
- 雷神橋之謎
- 匍行者探案
- 狮鬃毛
- 蒙面房客探案
- 老修桑姆莊探案
- 退休顏料商探案

## 中文译本
1908年，林紓為商務印書館翻譯《福爾摩斯探案》（1914年6月初版）最早的中文版時，將《血字的研究》，稱為《歇洛克奇案開場》，並以福州話的發音，將Holmes譯成福爾摩斯，而非荷姆斯、何姆斯等。然而，日本國立國會圖書館所藏《清末小説》一文，則記載《時務報》即有4篇短篇小說《福爾摩斯》刊行。
1927年，世界書局請程小青完整翻譯《福爾摩斯探案》時，最初將《最后致意》及《案件簿》合訂成一本出版，稱為《新探案》。
此後，續有多種譯本面世，計有：
- 《福爾摩斯探案新全集》，吳樺、楊濟冰譯，好讀出版，台灣，2015。特別收錄〈板球場義賣會〉、〈華生怎麼學把戲〉兩篇。ISBN 9999201511068
- 《福爾摩斯探案全集》，王知一譯，臉譜出版，台灣，2014。ISBN 9789861218854
- 《福爾摩斯全集》，李家真譯，牛津出版，香港，2013。ISBN 9780199431847
- 《世紀神探：福爾摩斯經典全集》(上+下)，丁凱特譯，典藏閣出版，台灣，2012。ISBN 9789862712474(上)，9789862712573(下)
- 《福爾摩斯探案全集》，丁鍾華等譯遠流出版，台灣，2005。ISBN 9789573237754

## 外部連結
- .在網際網路檔案館（英文）